# Гимново
Гимново или Родакинеа (грч. Ροδακινέα, до 1929. грч. Γκίμνοβο, до 1940 грч. Λευκόγεια, до 1954. грч. Νέα Στράντζα) је насељено место у општини Негуш у периферији Средишња Македонија, Грчка. Према попису из 2021. године било је 10 становника.
Гимново је раније било словенско село, које је током Негушког устанка 1822. године разрушено од стране војске Лобут-паше. Касније су у Гимнову повремено боравиле аромунске сточарске породице. Село је обновљено двадесетих година 20. века, када су насељене грчке избегличке породице из Турске. На попису из 1928. године у Гимнову је био 541 становник.